# Austin Powers: The Spy Who Shagged Me (trilha sonora)
| Críticas profissionais | Críticas profissionais |
| Avaliações da crítica  | Avaliações da crítica  |
| Fonte                  | Avaliação              |
| ---------------------- | ---------------------- |
| AllMusic               | 3 de 5 estrelas.       |

Austin Powers: The Spy Who Shagged Me é um álbum contendo a trilha sonora do filme homônimo da New Line Cinema "Austin Powers: The Spy Who Shagged Me" de 1999.
O álbum foi lançado nos Estados Unidos através da Warner Bros. Records em 1 de junho de 1999. Ele teve um bom desempenho comercial alcançando o pico no número 5 na parada americana de álbuns "Billboard 200" e no "Canadian Albums Chart". Seu primeiro e único single "Beautiful Stranger" teve um bom desempenho onde alcançou a décima nona posição na "billboard Hot 100". A canção também foi vencedora do Grammy Award de 2000 na categoria Best Song Written for a Motion Picture, Television or Other Visual Media.

## Faixas
1. "Beautiful Stranger" - Madonna
2. "My Generation" - The Who (Live at BBC)
3. "Draggin' the Line" - R.E.M.
4. "American Woman" - Lenny Kravitz
5. "Word Up!" - Melanie B (credited as Melanie G)
6. "Just the Two of Us" (Dr. Evil Mix)" - Dr. Evil (Mike Myers)
7. "Espionage" - Green Day
8. "Time of the Season" - Big Blue Missile/Scott Weiland
9. "Buggin'" - The Flaming Lips
10. "Alright" - The Lucy Nation
11. "I'll Never Fall in Love Again" - Burt Bacharach/Elvis Costello
12. "Soul Bossa Nova" - Quincy Jones & His Orchestra

### More Music From the Motion Picture Austin Powers: The Spy Who Shagged Me
1. "Austin Meets Felicity" - Diálogo de Filme
2. "Am I Sexy?" - Lords of Acid
3. "I'm a Believer" - The Monkees
4. "Magic Carpet Ride" - Steppenwolf
5. "American Woman" - The Guess Who
6. "Get The Girl" - The Bangles
7. "Bachelord Pad" (FPM Edit) - Fantastic Plastic Machine
8. "Let's Get It On" - Marvin Gaye
9. "Crash!" - Propellerheads
10. "Time of the Season" - The Zombies
11. "Dr. Evil" - They Might Be Giants
12. "The Austin Powers Shagaphonic Medley" - George S. Clinton
13. "Beautiful Stranger" (Calderone Radio Mix) - Madonna

## Prêmios
| Ano  | Cerimônia                             | Categoria                                                                | Nomeação                       | Resultado |
| ---- | ------------------------------------- | ------------------------------------------------------------------------ | ------------------------------ | --------- |
| 2010 | Blockbuster Entertainment Awards      | Favorite Soundtrack                                                      | Favorite Soundtrack            | Venceu    |
| 2010 | Brit Awards                           | Best Soundtrack                                                          | Best Soundtrack                | Venceu    |
| 2010 | Golden Globes                         | Best Original Song                                                       | "Beautiful Stranger" - Madonna | Indicado  |
| 2010 | Grammy Awards                         | Best Song Written for a Motion Picture, Television or Other Visual Media | "Beautiful Stranger" - Madonna | Venceu    |
| 2010 | Grammy Awards                         | Best Soundtrack Album                                                    | Best Soundtrack Album          | Indicado  |
| 2010 | Kids' Choice Awards                   | Favorite Song from a Movie                                               | "Beautiful Stranger" - Madonna | Indicado  |
| 2010 | Las Vegas Film Critics Society Awards | Best Song                                                                | "Beautiful Stranger" - Madonna | Venceu    |

## Desempenho

### Singles
| Ano  | Nome                 | Melhores posições | Melhores posições | Melhores posições | Melhores posições | Melhores posições | Melhores posições | Melhores posições | Melhores posições | Melhores posições | Melhores posições | Certificações                     |
| Ano  | Nome                 | EUA               | EUA Dance         | ALE               | AUS               | CAN               | HOL               | IRL               | NZL               | SUI               | UK                | Certificações                     |
| ---- | -------------------- | ----------------- | ----------------- | ----------------- | ----------------- | ----------------- | ----------------- | ----------------- | ----------------- | ----------------- | ----------------- | --------------------------------- |
| 1999 | "Beautiful Stranger" | 19                | 1                 | 13                | 5                 | 1                 | 6                 | 3                 | 5                 | 6                 | 2                 | - AUS: Ouro - FRA Ouro - UK: Ouro |

### Álbum
| Tabela musical (1999)          | Melhor posição |
| ------------------------------ | -------------- |
| Estados Unidos - Billboard 200 | 5              |
| Canadá - Canadian Albums Chart | 5              |

| País / certificador | Certificação |
| ------------------- | ------------ |
| Reino Unido / BPI   | Ouro         |